# Ignacy Benedykt Rakowiecki

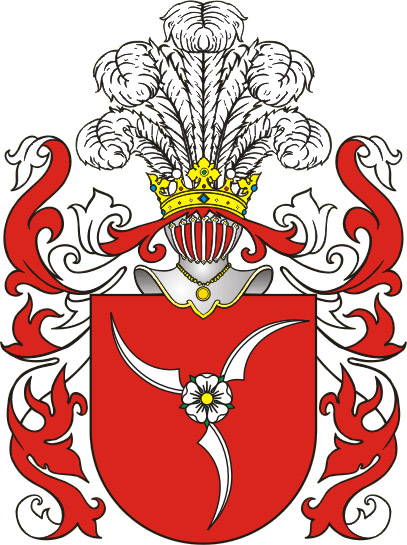
Herb Rola, którym posługiwała się rodzina Rakowieckich

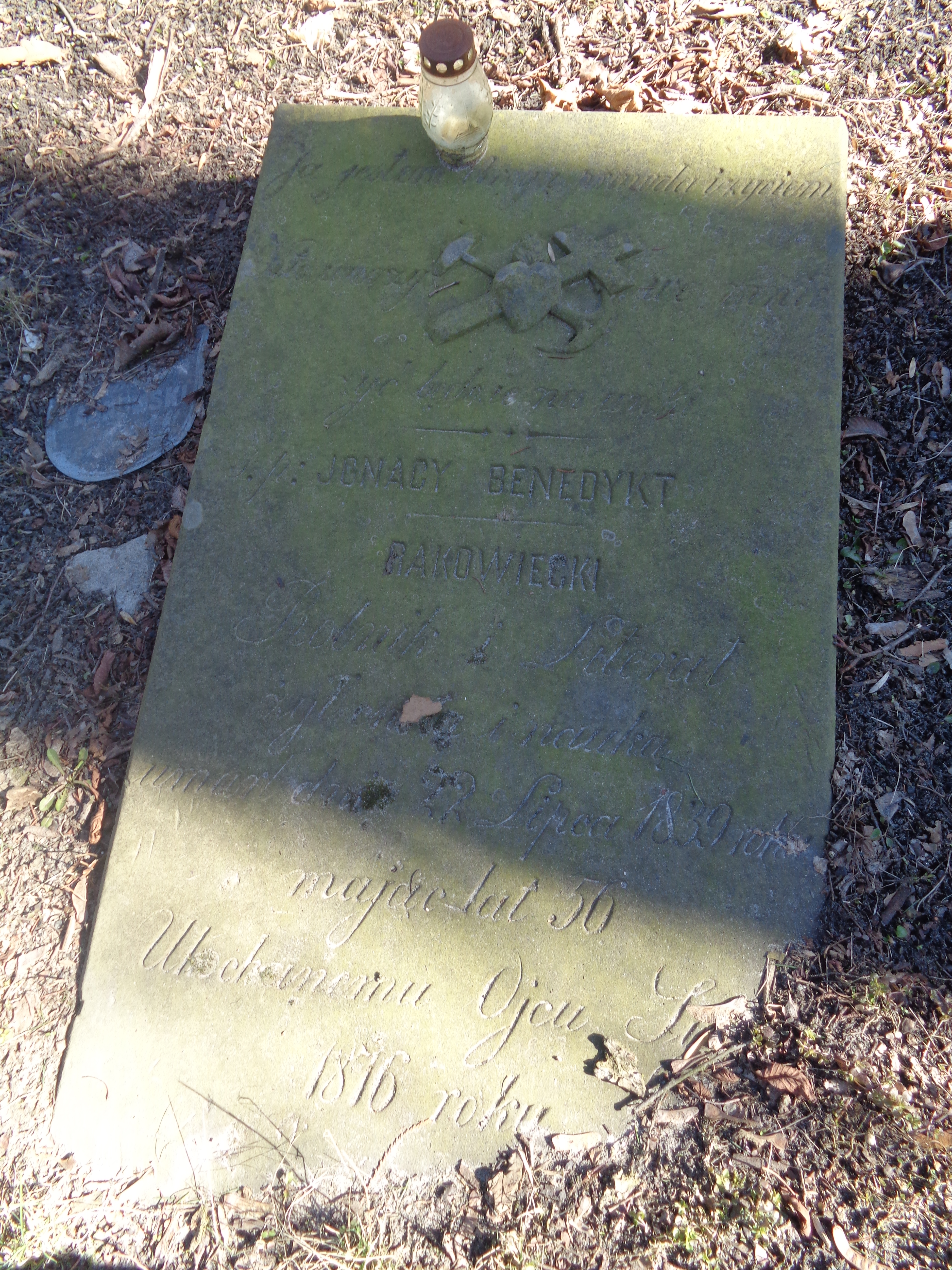
Grób Ignacego Rakowieckiego na Cmentarzu Powązkowskim

Ignacy Benedykt Rakowiecki (ur. grudzień 1783 w Berdyczowie, zm. 22 lipca 1839 w Warszawie) – nauczyciel, filolog, badacz słowiańszczyzny.

## Życiorys
Urodził się w Berdyczowie w rodzinie Teodora i Marianny z domu Milanowskiej. Ojciec jego był dworzaninem królewskim i sztycharzem koronnym u Stanisława Augusta Poniatowskiego według przywileju wydanego 18 lipca 1771.
Ignacy Benedykt ochrzczony został w cerkwi unickiej w Berdyczowie dnia 28 grudnia 1783. Ukończył w 1802 szkołę średnią w Berdyczowie. Pracował w Humaniu jako nauczyciel języka rosyjskiego i francuskiego. Na Akademii Wileńskiej pobierał nauki z dziedziny ekonomii politycznej oraz filologii.
Podjął pracę jako plenipotent w dobrach Aleksandra Potockiego i jako administrator sądowy w ordynacji Zamojskiej.
W 1820 przygotował tłumaczenie i rozpoczął wydawanie własnym nakładem w Warszawie kodeksu „Ruska Prawda”, najstarszego zbioru prawa Rusi Kijowskiej.
W 1821 został członkiem Towarzystwa Przyjaciół Nauk w Warszawie oraz pełnił obowiązki kuratora szkół w województwie podlaskim.
Żonaty z Amelią z domu Kitajewską, siostrą Adama Kitajewskiego – miał syna Jarosława.
Umarł w Warszawie i pochowany został na warszawskich Powązkach.

## Twórczość
- List, do matki troskliwej o dobre wychowanie syna sutego, Warszawa, 1811
- Prawda Ruska, Warszawa, 1820–1828, 2 tomy
- Poczet chronologiczny panujących w Rossyi od Ruryka do Piotra II, Warszawa, 1822
- O sposobach upowszechnienia nauki gospodarstwa wiejskiego, 1823
- O sposobach moralnego ukształcenia ludu polskiego, 1830
- Pisma rozmaite, Warszawa, 1835, 3 części
- O stanie cywilnym dawnych Słowian, Rocznik Towarzystwa Przyjaciół Nauk, tom X IX